# چشمهایش (فیلم ۱۳۷۸)
چشم‌هایش فیلمی به کارگردانی فرامرز قریبیان و نویسندگی مسعود جعفری جوزانی محصول سال ۱۳۷۸ است.

## خلاصه داستان
دو زندانی به نام محمد و منصور بعد از تحمل سال‌ها حبس به خانه برمی گردند اما دختری که منصور قصد ازدواج با او را داشت، ازدواج کرده و محمد هم دختر کوچکش حالا ۲۰ ساله شده…

## بازیگران
- فرامرز قریبیان
- سیاوش طهمورث
- محمود عزیزی
- فیروز بهجت محمدی
- سحر جعفری جوزانی
- پوراندخت مهیمن
- پرستو صالحی
- سعید پیردوست
- بهناز محرر
- ابوالفضل کشاری
- داوود ولی پور
- اکبر آبدیده
- شیرین خشایی
- زهرا هاشم خانی
- طاهر زیرکی
- سیدحمید موسوی
- شاپور کلهر
- محمدرضا نظریان
- عبداله علی یاریان
- محمد شریفی
- صادق بهبودی
- اشکان خشایی
- نازنین صداف
- غلامحسن اظهری
- نجف خدایی
- حمید پیشقدم